# 沼牛駅

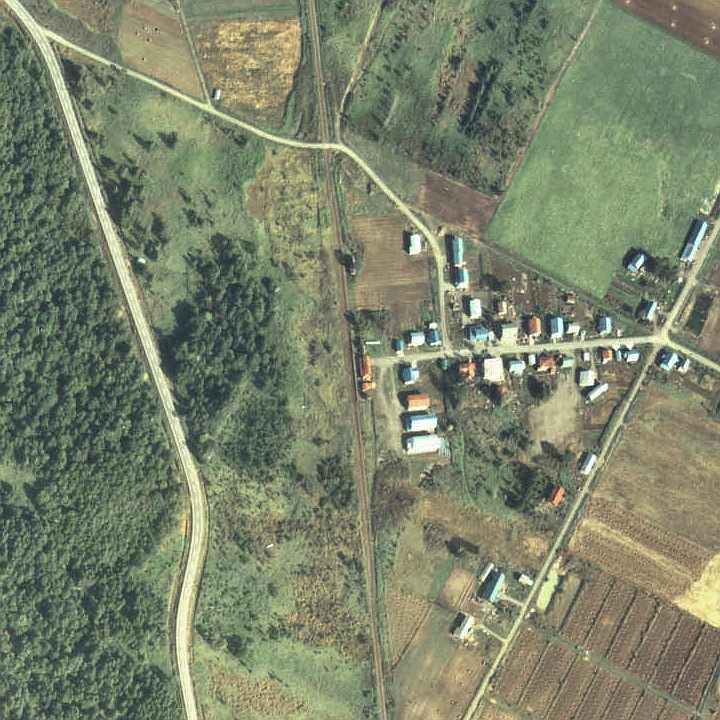
1977年の沼牛駅と周囲約500m範囲。上が朱鞠内方面。単式ホーム1面1線と外側に副本線、駅横に引込線を持っていた。副本線も引込線も色が薄く、この頃は殆ど使用されていないようである。

沼牛駅（ぬまうしえき）は、北海道（空知支庁）雨竜郡幌加内町字下幌加内にあった北海道旅客鉄道（JR北海道）深名線の駅（廃駅）である。事務管理コードは▲121405。

## 歴史
- 1929年（昭和4年）11月8日 - 鉄道省雨龍線鷹泊駅 - 幌加内駅間延伸開通に伴い開業[1]。一般駅[1]。
- 1931年（昭和6年）10月10日 - 線路名を幌加内線に改称、それに伴い同線の駅となる。
- 1941年（昭和16年）10月10日 - 線路名を深名線に改称、それに伴い同線の駅となる。
- 1949年（昭和24年）6月1日 - 日本国有鉄道に移管。
- 1963年（昭和38年）4月1日 - 業務委託化。
- 1982年（昭和57年）3月29日 - 貨物・荷物取扱い廃止[1][新聞 1]。無人駅となる[3][新聞 1]（簡易委託化）。
- 1987年（昭和62年）4月1日 - 国鉄分割民営化によりJR北海道に継承[1]。
- 時期不詳[注 1] - 簡易委託廃止、完全無人化。
- 1995年（平成7年）9月4日 - 深名線の全線廃止に伴い廃駅となる[新聞 2]。

### 駅名の由来
当駅の所在地近辺の地名より。由来は諸説あるが、山田秀三は現在の沼牛川のアイヌ語名である「ヌマウㇱホㇿカナイ（numa-us-horkanay）」（毛が・多い・幌加内川〔の支流〕）が原型ではないか、としている。山田はこの場合「ヌマ（numa）」（毛）が指しているのは水草ではないか、としている。なお、山田以外に以下の説が紹介されたことがある。
- 「沼牛川と幌加内川の合流点に牛の伏した如き沼があった為[6]」
  - 国鉄北海道総局による『駅名の起源』では昭和25年版で改定される以前までこの説で紹介されていた[4]。

- ヌㇺウㇱホㇿカナイ（num-us-horkanay）…果実（クルミ）が・多い・幌加内川（の支流）[7][8][5]
  - 『駅名の起源』は高倉新一郎、知里真志保、更科源蔵が参画した昭和25年版以降この説を採用している[4]。
  - ここでの「ヌㇺ（num）」はクルミを指したものとされている[7]。
  - 先に述べた山田の説はこの説をベースに「ヌㇺ（num）」より「ヌマ（numa）」の方が「原音に近いのかもしれない[4]」として考案された説である。

- ヌㇷ゚（nup）…野[8]
  - 本多貢が『北海道地名漢字解』で掲載している。

## 駅構造
廃止時点で、単式ホーム1面1線を有する地上駅であった。ホームは線路の東側（名寄方面に向かって右手側）に存在した。そのほか、本線の深川方から分岐して駅舎南側への側線を1線有していた。かつては列車交換可能な交換駅であった。1983年（昭和58年）時点では、使われなくなった対向ホーム側の1線は交換設備運用廃止後も分岐器が深川方、名寄方の両方向とも維持された形で側線として残っていたが（但しホームは撤去されていた）、その後、1993年（平成5年）までには撤去された。ホーム前後の線路は分岐器の名残で湾曲していた。
無人駅となっていたが、有人駅時代の木造駅舎が残っていた。駅舎は構内の西側に位置しホーム北側に接していた。古ぼけた木造で、傷みが激しかった。

## 利用状況
- 1992年度（平成4年度）の1日乗降客数は8人[9]。

## 駅周辺
- 国道275号（空知国道）
- 北海道道72号旭川幌加内線
- 沼牛簡易郵便局
- 幌加内川[11]
- 冬路山 - 駅の東。標高625m[11]。
- 幌加内峠 - 駅の南南西[11]。
- 江丹別峠 - 駅の南東[11]。
- ジェイ・アール北海道バス深名線「下幌加内」停留所

## 駅跡
1995年（平成7年）9月の駅廃止後、駅舎は幌加内町の所有となった。1996年（平成8年）に当時地元でそば農家を営んでいた男性が、駅舎を町から譲り受けた。
2000年（平成12年）時点では、駅舎とホームが放置状態で残存していた。駅前の農業倉庫も残っていた。2010年（平成22年）時点、2011年（平成23年）時点でも同様であった。ホームには駅名標の枠が半分だけ残存しており、ホームの下の線路跡にはバラストが残存していた。
2015年（平成27年）7月18日、当年9月で廃止後20年になるのを記念して、町民や鉄道ファンにより数か月かけて倉庫として使用されてきた駅舎を清掃・修復して、駅名板を旧ホームに設置するなど、廃止前の姿を復元するイベント「おかえり沼牛駅」が開催された。
2016年（平成28年）5月に解体された北海道ちほく高原鉄道ふるさと銀河線の上利別駅の駅舎の部材も活用し、同年9月から改修作業が行われ、同年11月6日に完成し、同日お披露目となった。
2020年（令和2年）時点、駅舎内部は通常非公開であり、イベント開催時のみ一般公開が行われている。
おかえり沼牛駅実行委員会が北海道内の鉄道ファンから2018年（平成30年）に譲り受けていた腕木式信号機が2021年（令和3年）10月25日、点灯可能な状態で設置された。委員会は活動費用を募るため、クラウドファンディングや線路下にあった砂利を入れた缶詰の販売なども行っている。
2022年（令和4年）10月7日放送の「沁みる夜汽車 2022追想」(NHK BS1) の中の「廃駅舎と生きる」で紹介された。

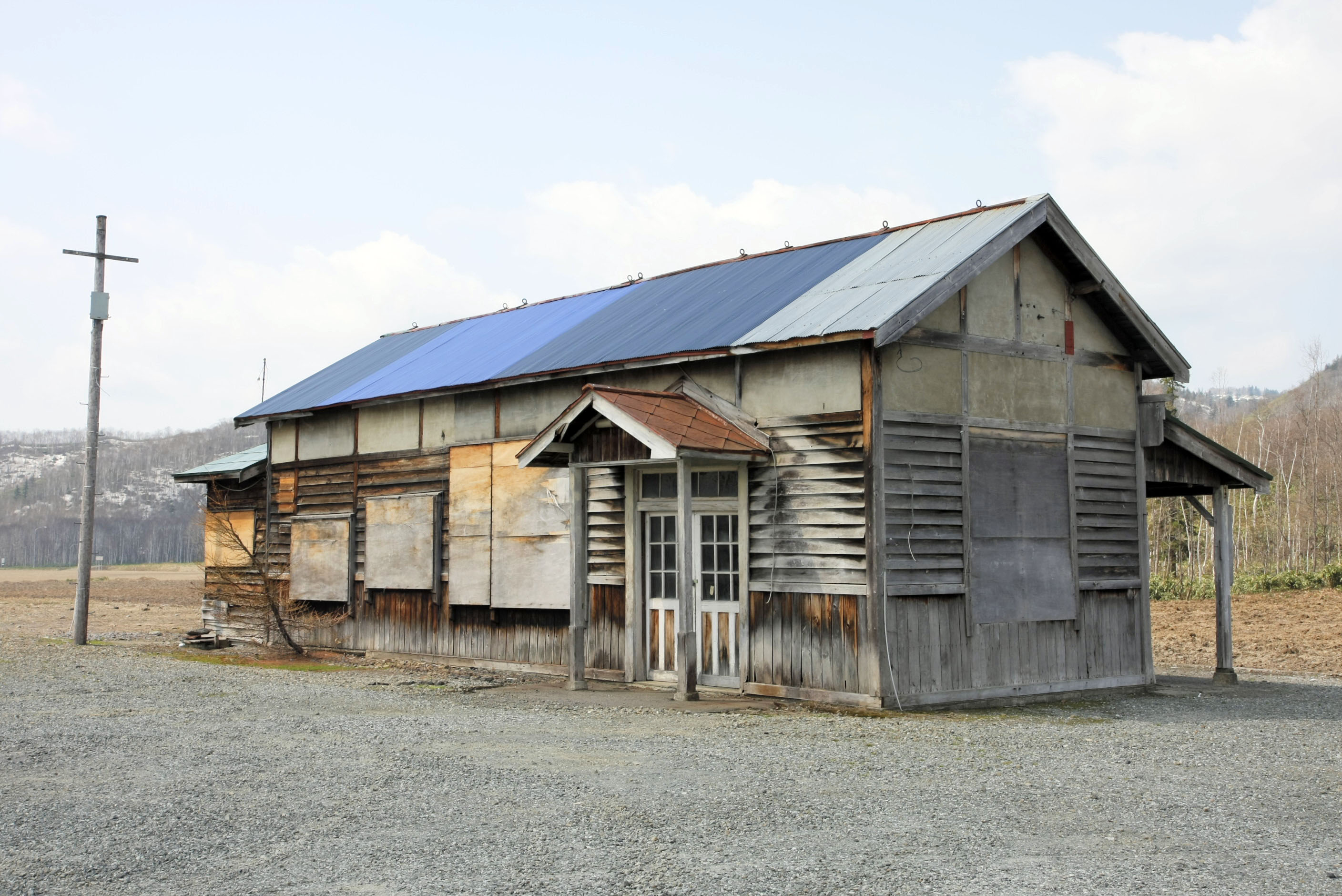
旧沼牛駅舎(2009年5月5日)
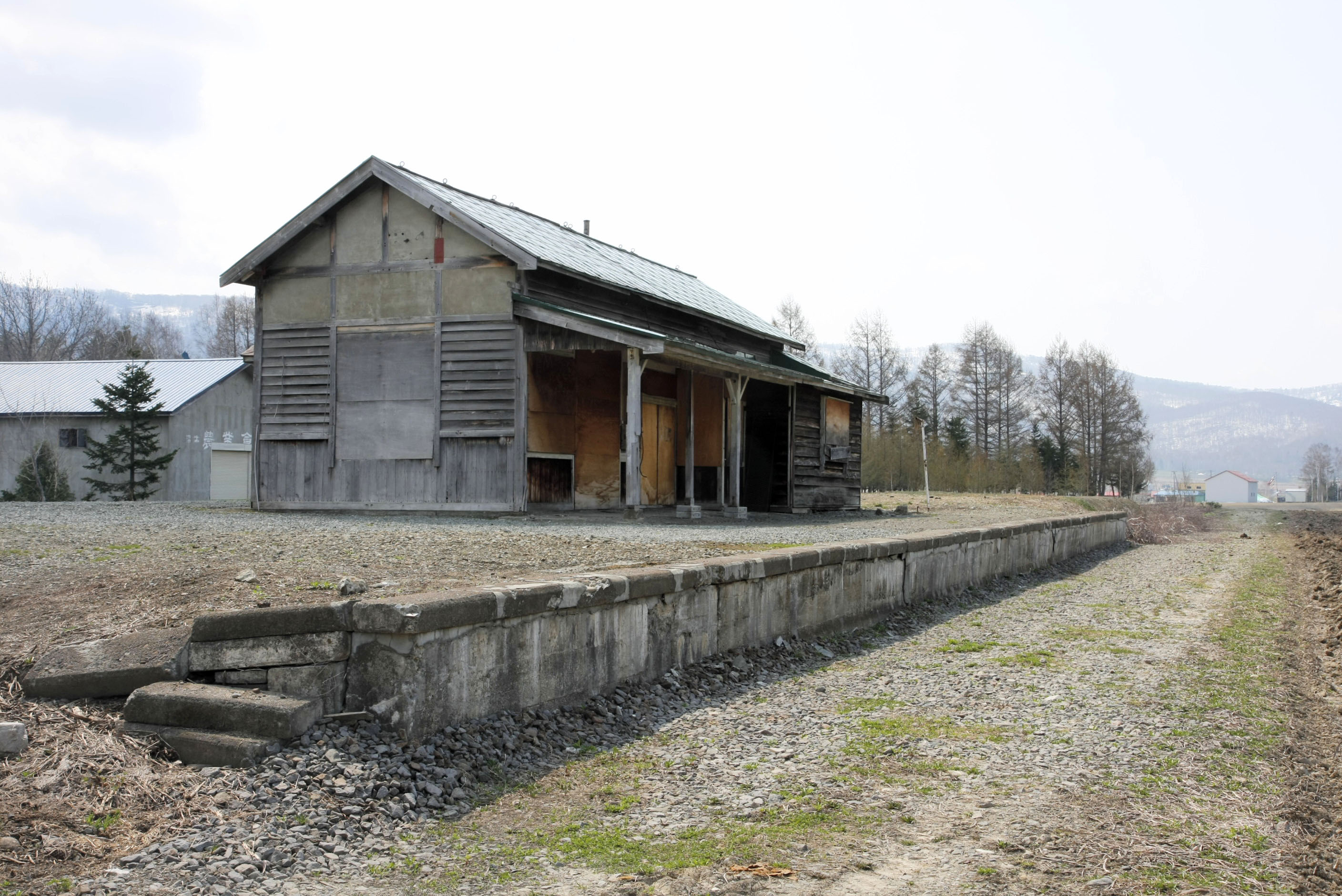
ホーム側から見た旧沼牛駅(2009年5月5日)
旧沼牛駅舎(2020年6月14日)

## 隣の駅
北海道旅客鉄道（JR北海道）
深名線
鷹泊駅 - 沼牛駅 - 新成生駅